# مونتيانا
بلدية مونتيانا (بالإسبانية: Montillana) هي بلدية تقع في مقاطعة غرناطة التابعة لمنطقة أندلوسيا جنوب إسبانيا.

## الديموغرافيا
بلغ عدد سكان بلدية مونتيانا 1.404 نسمة عام 2011 (وفقاً للمعهد الوطني الإسباني للإحصاء).
| 1.420 | 1.393 | 1.327 | 1.318 | 1.350 | 1.304 | 1.404 |